# 克諾瑙
克諾瑙（德語：Knonau）是瑞士联邦苏黎世州阿福尔特恩区的市镇。该市镇面积为6.48平方千米，海拔高度431米，2018年12月31日人口数为2,372。

## 外部連結
- 克诺瑙官方网站（页面存档备份，存于） （德文）